# Заалтайська Гобі
Заалта́йська Го́бі — пустеля на південному заході Монголії. Розташована між Монгольським Алтаєм на півночі і горами Атас-Богдо і Цаган-Богдо на півдні.
Займає безстічну замкнуту западину на висоті 700—1 800 м, котру перетинають сухі русла тимчасових річок — сайр. Кам'яниста, місцями крита піском і щебенем пустеля з розрідженою рослинністю (саксаул, ефедра тощо); поблизу не надто частих джерел ростуть хащі очерету, тамариску, джиди, різнолистої тополі, верблюжої колючки; на заболочених, засолених ділянках — солянки.
Збереглися антилопа джейран, кулан, зрідка зустрічаються дикий верблюд, в горах — Гобійський бурий ведмідь.
| Монголія | Це незавершена стаття з географії Монголії. Ви можете допомогти проєкту, виправивши або дописавши її. |